# Syðradalur (Streymoy)

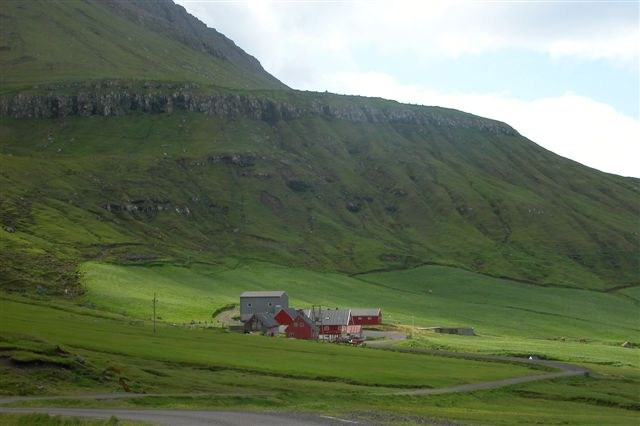
Ortsansicht von Syðradalur

Syðradalur [ˈsiːɹaˌdɛalʊɹ] (dänischer Name: Sydredal, wörtlich: „Südtal“) ist ein Ort der Färöer an der südlichen Westküste der Hauptinsel Streymoy. Es gibt jedoch auch auf Kalsoy einen Ort namens  Syðradalur. (Zur sprachlichen Unterscheidung, siehe Syðradalur.)
Syðradalur gehört seit 1997 zur Hauptstadtgemeinde: Tórshavn. Zuvor gehörte der Ort zur Argja kommuna. Im Jahr 2015 lebten 8 Menschen im Ort und es gibt dort zwei Bauernhöfe. Postleitzahl ist FO-177.
Wie der nördliche Nachbarort Norðradalur liegt Syðradalur westlich der Hauptstadt Tórshavn, gehört zu deren Kommune und bietet einen Blick auf die Inseln Koltur und Vágar. Wie der Ortsname schon ein wenig andeutet, ist Syðradalur von hohen Bergen umgeben. Die Zugänglichkeit des Ortes wurde in der Vergangenheit weiterhin durch die starke Brandung, die an dieser Stelle der Küste herrscht, erschwert. Nach Jahrhunderte währender Abgeschiedenheit besteht nun seit 1982 über den südlichen Nachbarort Velbastaður eine Anbindung an das Straßennetz des Archipels. Es gibt jedoch keine direkte Küstenstraße nach Norðradalur.